# Casa a la plaça Nova, 6 (les Masies de Voltregà)
La Casa a la plaça Nova, 6 és una obra de les Masies de Voltregà (Osona) inclosa a l'Inventari del Patrimoni Arquitectònic de Catalunya.

## Descripció
Edifici de planta baixa i dos pisos, ubicat entre mitgeres. A la façana es poden descriure dos eixos: el principal està format per la porta d'entrada, a la planta baixa, que compta amb brancals de carreus de pedra rectangulars i ben escairats sobre els quals se sosté la llinda. Aquesta, d'un sol carreu de pedra, té gravades una data de construcció (1768) i les eines fel ferrer (una premsa, un martell i unes estenalles). Al damunt d'aquest portal s'hi obre una finestra quadrada motllurada, amb carreus de pedra als brancals i una llinda, també d'un sol carreu de pedra, on s'hi llegeix una nova data (1761). Al segon pis es pot veure una finestra quadrada de petites dimensions. L'altre eix sembla de factura més recent, format per una obertura quadrangular a la planta baixa i un balcó, rectangular i molt estret, al primer pis. La teulada acaba en un ràfec sustentat per mènsules de fusta.

## Història
Prop del Santuari de la Gleva hi passava l'antic camí real que anava de Barcelona a Puigcerdà. Prop d'aquest camí, i davant del Santuari, va sorgir un nucli de població, l'actual Gleva. Una de les cases que formava part d'aquest raval és aquest edifici, que té la data de 1768 i les eines de ferrer gravades a la llinda de la porta principal, fent referència a l'ús que feien allà els traginers del vell camí.